# Zbigniew Niziński
Zbigniew Niziński (ur. 2 kwietnia 1900 w Grabowie, pow. Kępno, zm. 1 maja 1975 w Szczecinie) – polski piłkarz, grający na pozycji napastnika. Przed wojną piłkarski sędzia, a po wojnie trener lokalnych klubów.

## Kariera reprezentacyjna
W reprezentacji Polski wystąpił tylko raz, w rozegranym 3 września 1922 spotkaniu z Rumunią, które Polska zremisowała 1:1. Był wówczas piłkarzem Warty Poznań.

### Mecze w reprezentacji Polski w kadrze A
| L.p. | Data            | Miejsce    | Gospodarz | vs | Gość   | Wynik | Bramki | Uwagi           |
| ---- | --------------- | ---------- | --------- | -- | ------ | ----- | ------ | --------------- |
| 1.   | 3 września 1922 | Czerniowce | Rumunia   | -  | Polska | 1:1   | −      | mecz towarzyski |